# Ломберг, Чарльз
Чарльз Георг Ломберг (швед. Charles Georg Lomberg; 4 декабря 1886, Гётеборг — 6 марта 1966, Гётеборг) — шведский легкоатлет, специалист по прыжкам в длину и многоборьям. Выступал за сборную Швеции по лёгкой атлетике в начале 1910-х годов, победитель и призёр первенств национального значения, серебряный призёр летних Олимпийских игр в Стокгольме.

## Биография
Чарльз Ломберг родился 4 декабря 1886 года в Гётеборге.
Занимался лёгкой атлетикой в местном спортивном клубе IS Lyckans Soldater. Активно выступал на национальном уровне с 1911 года.
Наибольшего успеха в своей спортивной карьере добился в сезоне 1912 года, когда на чемпионате Швеции одержал победу в десятиборье, выиграв у будущего олимпийского чемпиона Хуго Висландера, и стал серебряным призёром в прыжках в длину. По итогам чемпионата вошёл в основной состав шведской национальной сборной и удостоился права защищать честь страны на домашних летних Олимпийских играх в Стокгольме. В прыжках в длину и пятиборье занял 17-е и 16-е места соответственно. В десятиборье с результатом в 5721 очко изначально стал третьим, но годом позднее после дисквалификации американца Джима Торпа, уличённого в выступлениях среди профессионалов, по решению Международного олимпийского комитета переместился в итоговом протоколе на вторую позицию и был объявлен серебряным призёром. Впоследствии в 1982 году Торпа оправдали и восстановили в статусе олимпийского чемпиона, при этом Ломберг сохранил за собой серебряную медаль.
После стокгольмской Олимпиады Чарльз Ломберг больше не показывал сколько-нибудь значимых результатов в лёгкой атлетике. В 1920 году он пытался пройти отбор на Олимпийские игры в Антверпене, но не смог этого сделать.
Умер 5 марта 1966 года в Гётеборге в возрасте 79 лет.